# Q Emulator
Q Emulator är en mjukvara som gör det möjligt att använda datorprogram och operativsystem på en Macintosh-dator. Bland annat är det möjligt att köra flera olika versioner av Windows (95, 98, 98SE, Me, 2K, Xp) och Linux (Ubuntu, ReactOS, Suse, Gentoo). Q bygger på QEMU men till skillnad från det senare är programmet även försett med ett grafiskt användargränssnitt.